# La casa di Cristina
La casa di Cristina (Christina's House) è un film del 2000 diretto da Gavin Wilding.

## Trama
Da quando la madre è stata ricoverata in un ospedale psichiatrico, la diciassettenne Cristina vive col padre e il fratellino in una città del nord-ovest. Ma nella nuova villa dove si sono trasferiti cominciano ad accadere strani eventi: in soffitta si nasconde un assassino che prende di mira gli amici della ragazza.

## Distribuzione

### Edizione italiana
L'edizione italiana de La casa di Cristina è stata curata dalla Società Attori Sincronizzatori, mentre la sonorizzazione è avvenuta presso la Fono Roma, su dialoghi di Giancarlo Prete e con la direzione del doppiaggio di Elettra Bisetti, assistita da Edoardo Cannata.